# Wanda Wesołowska
Wanda Wesołowska (1950) is een Poolse zoöloog die bekend staat om haar werk met spinachtigen. Haar onderzoek richt zich op de taxonomie, biologie en zoögeografie van springende spinnen.

## Levensloop
Wesołowska begon in 1968 biologie te studeren aan de faculteit Biologie en Aardwetenschappen van de Adam Mickiewicz Universiteit in Poznań. Haar oorspronkelijke interesse was ornithologie. Ze behaalde haar MSc in Biologie voor haar werk Obserwacje ptaków wodno-błotnych zbiornika zaporowego na Wiśle pod Włocławkiem w okresie wędrówek  (Observations of Wetland Birds on a Dam Reservoir on the Vistula River in Wloclawek during Migration) dat in 1973 werd gepubliceerd in Acta zoologica Cracoviensia.
Na haar afstuderen speelde ze een rol bij wat nu de Universiteit voor Natuurwetenschappen en Geesteswetenschappen is (toen Wyższa Szkoła Pedagogiczno-Rolnicza ) in Siedlce, waar ze haar levenslange interesse in de springspinnenfamilie (Salticidae) ontwikkelde. Ze verbleef in Siedlce tot ze in 1978 naar de universiteit van Wroclaw verhuisde om haar doctoraatsstudie te beginnen. Ze promoveerde in 1984 in de natuurwetenschappen en is sindsdien achtereenvolgens assistent, assistent-professor en universitair hoofddocent aan de universiteit. Ze kreeg Habilitation toegekend op basis van haar werk A Revision of the Spider Genus Menemerus in Africa (Araneae: Salticidae), gepubliceerd in het Genus, en werd in 2009 benoemd tot hoogleraar van de instelling. Tijdens haar carrière heeft veel van haar werk betrekking op werk in Afrika, waaronder de taxonomie van Festucula, Harmochirus, Maltecora, Massagris en Menemerus, en de biodiversiteit van spinnenecologie.
Ze is lid van de African Arachnological Society, International Society of Arachnology, Polskie Towarzystwo Taksonomiczne en Polskie Towarzystwo Zoologiczne.

## Taxa genoemd ter ere van Wesołowska
- Heliophanus wesolowskae Rakov & Logunov, 1997
- Plexippus wesolowskae Biswas & Raychaudhuri, 1998
- Pseudicius wesolowskae Zhu & Song, 2001
- Thyenula wesolowskae Zhang & Maddison, 2012
- Wesolowskana Kocak & Kemal, 2008

## Taxa beschreven
Vanaf april 2017 bevat de World Spider Catalog de volgende taxa beschreven door Wesołowska:
- Aelurillus brutus Wesołowska, 1996
- Aelurillus galinae Wesołowska & van Harten, 2010
- Aelurillus jocquei Wesołowska & A. Russell-Smith, 2011
- Aelurillus kopetdaghi Wesołowska, 1996
- Aelurillus mirabilis Wesołowska, 2006
- Aelurillus reconditus Wesołowska & van Harten, 1994
- Aelurillus tumidulus Wesołowska & Tomasiewicz, 2008
- Afrobeata firma Wesołowska & van Harten, 1994
- Afrobeata magnifica Wesołowska & Russell-Smith, 2000
- Afromarengo plana Haddad & Wesołowska, 2013
- Ajaraneola Wesołowska & A. Russell-Smith, 2011
- Ajaraneola mastigophora Wesołowska & A. Russell-Smith, 2011
- Ansienulina Wesołowska, 2015
- Ansienulina mirabilis Wesołowska, 2015
- Asemonea amatola Wesołowska & Haddad, 2013
- Asemonea clara Wesołowska & Haddad, 2013
- Asemonea cuprea Wesołowska, 2009
- Asemonea flava Wesołowska, 2001
- Asemonea pallida Wesołowska, 2001
- Asemonea serrata Wesołowska, 2001
- Asemonea virgea Wesołowska & Szüts, 2003
- Attulus nenilini (Logunov & Wesołowska, 1993)
- Attulus penicilloides (Wesołowska, 1981)
- Attulus talgarensis (Logunov & Wesołowska, 1993)
- Bacelarella gibbosa Wesołowska & Edwards, 2012
- Belippo attenuata Wesołowska & Haddad, 2014
- Belippo elgonensis Wesołowska & Wiśniewski, 2015
- Belippo meridionalis Wesołowska & Haddad, 2013
- Belippo pulchra Haddad & Wesołowska, 2013
- Belippo terribilis Wesołowska & Wiśniewski, 2015
- Bianor biguttatus Wesołowska & van Harten, 2002
- Bianor eximius Wesołowska & Haddad, 2009
- Brancus occidentalis Wesołowska & A. Russell-Smith, 2011
- Brancus lacrimosus Wesołowska & Edwards, 2012
- Brancus nigeriensis Wesołowska & Edwards, 2012
- Brancus signatus Dawidowicz & Wesołowska, 2016
- Cembalea affinis Rollard & Wesołowska, 2002
- Cavillator Wesołowska, 2000
- Cavillator longipes Wesołowska, 2000
- Cembalea Wesołowska, 1993
- Cembalea hirsuta Wesołowska, 2011
- Cembalea triloris Haddad & Wesołowska, 2011
- Chalcoscirtus lepidus Wesołowska, 1996
- Chalcoscirtus picinus Wesołowska & van Harten, 2011
- Chinophrys trifasciata Wesołowska, Azarkina & Russell-Smith, 2014
- Colaxes benjamini Wesołowska & Haddad, 2013
- Dendryphantes acutus Wesołowska & Haddad, 2014
- Dendryphantes aethiopicus Wesołowska & Tomasiewicz, 2008
- Dendryphantes arboretus Wesołowska & Cumming, 2008
- Dendryphantes elgonensis Wesołowska & Dawidowicz, 2014
- Dendryphantes hararensis Wesołowska & Cumming, 2008
- Dendryphantes holmi Wesołowska & Dawidowicz, 2014
- Dendryphantes limpopo Wesołowska & Haddad, 2013
- Dendryphantes luridus Wesołowska & Dawidowicz, 2014
- Dendryphantes matumi Haddad & Wesołowska, 2013
- Dendryphantes minutus Wesołowska & Dawidowicz, 2014
- Dendryphantes neethlingi Haddad & Wesołowska, 2013
- Dendryphantes nicator Wesołowska & van Harten, 1994
- Dendryphantes quaesitus Wesołowska & van Harten, 1994
- Dendryphantes rafalskii Wesołowska, 2000
- Dendryphantes sanguineus Wesołowska, 2011
- Dendryphantes secretus Wesołowska, 1995
- Dendryphantes serratus Wesołowska & Dawidowicz, 2014
- Dendryphantes silvestris Wesołowska & Haddad, 2013
- Dendryphantes subtilis Wesołowska & Dawidowicz, 2014
- Eburneana Wesołowska & Szüts, 2001
- Eburneana magna Wesołowska & Szüts, 2001
- Eburneana scharffi Wesołowska & Szüts, 2001
- Enoplomischus spinosus Wesołowska, 2005
- Euophrys bifida Wesołowska, Azarkina & Russell-Smith, 2014
- Euophrys cochlea Wesołowska, Azarkina & Russell-Smith, 2014
- Euophrys elizabethae Wesołowska, Azarkina & Russell-Smith, 2014
- Euophrys falciger Wesołowska, Azarkina & Russell-Smith, 2014
- Euophrys gracilis Wesołowska, Azarkina & Russell-Smith, 2014
- Euophrys griswoldi Wesołowska, Azarkina & Russell-Smith, 2014
- Euophrys kawkaban Wesołowska & van Harten, 2007
- Euophrys limpopo Wesołowska, Azarkina & Russell-Smith, 2014
- Euophrys maseruensis Wesołowska, Azarkina & Russell-Smith, 2014
- Euophrys meridionalis Wesołowska, Azarkina & Russell-Smith, 2014
- Euophrys miranda Wesołowska, Azarkina & Russell-Smith, 2014
- Euophrys nana Wesołowska, Azarkina & Russell-Smith, 2014
- Euophrys recta Wesołowska, Azarkina & Russell-Smith, 2014
- Euophrys subtilis Wesołowska, Azarkina & Russell-Smith, 2014
- Evarcha acuta Wesołowska, 2006
- Evarcha aposto Wesołowska & Tomasiewicz, 2008
- Evarcha arabica Wesołowska & van Harten, 2007
- Evarcha awashi Wesołowska & Tomasiewicz, 2008
- Evarcha bakorensis Rollard & Wesołowska, 2002
- Evarcha bihastata Wesołowska & Russell-Smith, 2000
- Evarcha brinki Haddad & Wesołowska, 2011
- Evarcha certa Rollard & Wesołowska, 2002
- Evarcha culicivora Wesołowska & Jackson, 2003
- Evarcha denticulata Wesołowska & Haddad, 2013
- Evarcha elegans Wesołowska & Russell-Smith, 2000 (synonym of Evarcha werneri)
- Evarcha flagellaris Haddad & Wesołowska, 2011
- Evarcha grandis Wesołowska & A. Russell-Smith, 2011
- Evarcha idanrensis Wesołowska & A. Russell-Smith, 2011
- Evarcha ignea Wesołowska & Cumming, 2008
- Evarcha improcera Wesołowska & van Harten, 2007
- Evarcha karas Wesołowska, 2011
- Evarcha maculata Rollard & Wesołowska, 2002
- Evarcha mirabilis Wesołowska & Haddad, 2009
- Evarcha picta Wesołowska & van Harten, 2007
- Evarcha pinguis Wesołowska & Tomasiewicz, 2008
- Evarcha praeclara Prószyn'ski & Wesołowska, 2003
- Evarcha prosimilis Wesołowska & Cumming, 2008
- Evarcha rotundibulbis Wesołowska & Tomasiewicz, 2008
- Evarcha russellsmithi Wesołowska & Tomasiewicz, 2008
- Evarcha seyun Wesołowska & van Harten, 2007
- Evarcha striolata Wesołowska & Haddad, 2009
- Evarcha vittula Haddad & Wesołowska, 2011
- Evarcha zimbabwensis Wesołowska & Cumming, 2008
- Gramenca Rollard & Wesołowska, 2002
- Gramenca prima Rollard & Wesołowska, 2002
- Habrocestum africanum Wesołowska & Haddad, 2009
- Habrocestum albopunctatum Wesołowska & van Harten, 2002
- Habrocestum auricomum Haddad & Wesołowska, 2013
- Habrocestum dubium Wesołowska & van Harten, 2002
- Habrocestum ferrugineum Wesołowska & van Harten, 2002
- Habrocestum formosum Wesołowska, 2000
- Habrocestum gibbosum Wesołowska & van Harten, 2007
- Habrocestum ignorabile Wesołowska & van Harten, 2007
- Habrocestum inquinatum Wesołowska & van Harten, 2002
- Habrocestum namibicum Wesołowska, 2006
- Habrocestum naivasha Dawidowicz & Wesołowska, 2016
- Habrocestum personatum Wesołowska & A. Russell-Smith, 2011
- Habrocestum socotrense Wesołowska & van Harten, 2002
- Habrocestum speciosum Wesołowska & van Harten, 1994
- Habrocestum superbum Wesołowska, 2000
- Habrocestum tanzanicum Wesołowska & Russell-Smith, 2000
- Habrocestum virginale Wesołowska & van Harten, 2007
- Hasarinella Wesołowska, 2012
- Hasarinella distincta Haddad & Wesołowska, 2013
- Hasarius cheliceroides Borowiec & Wesołowska, 2002
- Hasarius firmus Wiśniewski & Wesołowska, 2013
- Hasarius insularis Wesołowska & van Harten, 2002
- Heliophanillus conspiciendus Wesołowska & van Harten, 2010
- Heliophanillus metallifer Wesołowska & van Harten, 2010
- Heliophanus abditus Wesołowska, 1986
- Heliophanus aberdarensis Wesołowska, 1986
- Heliophanus acutissimus Wesołowska, 1986
- Heliophanus aethiopicus Wesołowska, 2003
- Heliophanus africanus Wesołowska, 1986
- Heliophanus agricola Wesołowska, 1986
- Heliophanus alienus Wesołowska, 1986
- Heliophanus anymphos Wesołowska, 2003
- Heliophanus bellus Wesołowska, 1986
- Heliophanus bisulcus Wesołowska, 1986
- Heliophanus bolensis Wesołowska, 2003
- Heliophanus brevis Wesołowska, 2003
- Heliophanus butemboensis Wesołowska, 1986
- Heliophanus canariensis Wesołowska, 1986
- Heliophanus capensis Wesołowska, 1986
- Heliophanus charlesi Wesołowska, 2003
- Heliophanus chikangawanus Wesołowska, 1986
- Heliophanus conspicuus Wesołowska, 1986
- Heliophanus deformis Wesołowska, 1986
- Heliophanus demonstrativus Wesołowska, 1986
- Heliophanus difficilis Wesołowska, 1986
- Heliophanus dux Wesołowska & van Harten, 1994
- Heliophanus falcatus Wesołowska, 1986
- Heliophanus fascinatus Wesołowska, 1986
- Heliophanus furvus Wesołowska & Haddad, 2014
- Heliophanus gladiator Wesołowska, 1986
- Heliophanus gloriosus Wesołowska, 1986
- Heliophanus gramineus Wesołowska & Haddad, 2013
- Heliophanus hastatus Wesołowska, 1986
- Heliophanus heurtaultae Rollard & Wesołowska, 2002
- Heliophanus horrifer Wesołowska, 1986
- Heliophanus ibericus Wesołowska, 1986
- Heliophanus imperator Wesołowska, 1986
- Heliophanus improcerus Wesołowska, 1986
- Heliophanus innominatus Wesołowska, 1986
- Heliophanus insperatus Wesołowska, 1986
- Heliophanus iranus Wesołowska, 1986
- Heliophanus jacksoni Wesołowska, 2011
- Heliophanus kenyaensis Wesołowska, 1986
- Heliophanus kilimanjaroensis Wesołowska, 1986
- Heliophanus kovacsi Wesołowska, 2003
- Heliophanus lawrencei Wesołowska, 1986
- Heliophanus lesserti Wesołowska, 1986
- Heliophanus leucopes Wesołowska, 2003
- Heliophanus malus Wesołowska, 1986
- Heliophanus maluti Wesołowska & Haddad, 2014
- Heliophanus maralal Wesołowska, 2003
- Heliophanus megae Wesołowska, 2003
- Heliophanus minor Dawidowicz & Wesołowska, 2016
- Heliophanus mirabilis Wesołowska, 1986
- Heliophanus montanus Wesołowska, 2006
- Heliophanus nanus Wesołowska, 2003
- Heliophanus ndumoensis Wesołowska & Haddad, 2013
- Heliophanus nobilis Wesołowska, 1986
- Heliophanus papyri Wesołowska, 2003
- Heliophanus parvus Wesołowska & van Harten, 1994
- Heliophanus paulus Wesołowska, 1986
- Heliophanus pauper Wesołowska, 1986
- Heliophanus pistaciae Wesołowska, 2003
- Heliophanus portentosus Wesołowska, 1986
- Heliophanus proszynskii Wesołowska, 2003
- Heliophanus pygmaeus Wesołowska & Russell-Smith, 2000
- Heliophanus ramosus Wesołowska, 1986
- Heliophanus rutrosus Wesołowska, 2003
- Heliophanus sororius Wesołowska, 2003
- Heliophanus splendidus Wesołowska, 2003
- Heliophanus tenuitas Wesołowska, 2011
- Heliophanus termitophagus Wesołowska & Haddad, 2002
- Heliophanus thaleri Wesołowska, 2009
- Heliophanus transversus Wesołowska & Haddad, 2014
- Heliophanus tristis Wesołowska, 2003
- Heliophanus uvirensis Wesołowska, 1986
- Heliophanus validus Wesołowska, 1986
- Heliophanus verus Wesołowska, 1986
- Heliophanus villosus Wesołowska, 1986
- Heliophanus xanthopes Wesołowska, 2003
- Hyllus ramadanii Wesołowska & Russell-Smith, 2000
- Hyllus remotus Wesołowska & A. Russell-Smith, 2011
- Hyllus rotundithorax Wesołowska & Russell-Smith, 2000
- Icius insolidus Wesołowska, 1999
- Icius mbitaensis Wesołowska, 2011
- Icius minimus Wesołowska & Tomasiewicz, 2008
- Icius nigricaudus Wesołowska & Haddad, 2009
- Icius olokomei Wesołowska & A. Russell-Smith, 2011
- Icius peculiaris Wesołowska & Tomasiewicz, 2008
- Icius pulchellus Haddad & Wesołowska, 2011
- Kakamega Dawidowicz & Wesołowska, 2016
- Kakamega holmi Dawidowicz & Wesołowska, 2016
- Kima atra Wesołowska & Russell-Smith, 2000
- Kima montana Wesołowska & Szeremeta, 2001
- Lamottella Rollard & Wesołowska, 2002
- Lamottella longipes Rollard & Wesołowska, 2002
- Langelurillus alboguttatus Wesołowska & Russell-Smith, 2000
- Langelurillus difficilis Wesołowska & Russell-Smith, 2000
- Langelurillus cedarbergensis Haddad & Wesołowska, 2013
- Langelurillus furcatus Wesołowska & Russell-Smith, 2000
- Langelurillus horrifer Rollard & Wesołowska, 2002
- Langelurillus ignorabilis Wesołowska & Cumming, 2008
- Langelurillus kenyaensis Dawidowicz & Wesołowska, 2016
- Langelurillus krugeri Wesołowska & Haddad, 2013
- Langelurillus manifestus Wesołowska & Russell-Smith, 2000
- Langelurillus minutus Wesołowska & Cumming, 2011
- Langelurillus namibicus Wesołowska, 2011
- Langelurillus orbicularis Wesołowska & Cumming, 2008
- Langelurillus quadrimaculatus Wesołowska & A. Russell-Smith, 2011
- Langelurillus sibandai Wesołowska, 2011
- Langona bethae Wesołowska & Cumming, 2011
- Langona fusca Wesołowska, 2011
- Langona hirsuta Haddad & Wesołowska, 2011
- Langona improcera Wesołowska & Russell-Smith, 2000
- Langona lotzi Haddad & Wesołowska, 2011
- Langona mediocris Wesołowska, 2000
- Langona pilosa Wesołowska, 2006
- Langona sabulosa Wesołowska, 2011
- Langona tortuosa Wesołowska, 2011
- Langona vitiosa Wesołowska, 2006
- Langona warchalowskii Wesołowska, 2007
- Langona zimbabwensis Wesołowska & Cumming, 2011
- Leptorchestes algerinus Wesołowska & Szeremeta, 2001
- Leptorchestes separatus Wesołowska & Szeremeta, 2001
- Logunyllus improcerus (Wesołowska & van Harten, 1994)
- Logunyllus knappi (Wesołowska & van Harten, 1994)
- Logunyllus logunovi (Wesołowska & van Harten, 2010)
- Logunyllus mirandus (Wesołowska, 1996)
- Mashonarus Wesołowska & Cumming, 2002
- Mashonarus brandbergensis Wesołowska, 2006
- Mashonarus guttatus Wesołowska & Cumming, 2002
- Massagris contortuplicata Wesolowska & Haddad, 2013
- Massagris honesta Wesołowska, 1993
- Massagris mohale Wesołowska & Haddad, 2014
- Massagris natalensis Wesołowska & Haddad, 2009
- Massagris separata Wesołowska, 1993
- Mendoza dersuuzalai (Logunov & Wesołowska, 1992)
- Mendoza zebra (Logunov & Wesołowska, 1992)
- Menemerus affinis Wesołowska & van Harten, 2010
- Menemerus bifurcus Wesołowska, 1999
- Menemerus cummingorum Wesołowska, 2007
- Menemerus davidi Prószyński & Wesołowska, 1999
- Menemerus desertus Wesołowska, 1999
- Menemerus formosus Wesołowska, 1999
- Menemerus guttatus Wesołowska, 1999
- Menemerus magnificus Wesołowska, 1999
- Menemerus meridionalis Wesołowska, 1999
- Menemerus minshullae Wesołowska, 1999
- Menemerus mirabilis Wesołowska, 1999
- Menemerus modestus Wesołowska, 1999
- Menemerus namibicus Wesołowska, 1999
- Menemerus natalis Wesołowska, 1999
- Menemerus nigeriensis Wesołowska & A. Russell-Smith, 2011
- Menemerus pallescens Wesołowska & van Harten, 2007
- Menemerus paradoxus Wesołowska & van Harten, 1994
- Menemerus patellaris Wesołowska & van Harten, 2007
- Menemerus pilosus Wesołowska, 1999
- Menemerus placidus Wesołowska, 1999
- Menemerus plenus Wesołowska & van Harten, 1994
- Menemerus pulcher Wesołowska, 1999
- Menemerus regius Wesołowska, 1999
- Menemerus sabulosus Wesołowska, 1999
- Menemerus silver Wesołowska, 1999
- Menemerus transvaalicus Wesołowska, 1999
- Menemerus tropicus Wesołowska, 2007
- Menemerus utilis Wesołowska, 1999
- Menemerus zimbabwensis Wesołowska, 1999
- Mexcala angolensis Wesołowska, 2009
- Mexcala fizi Wesołowska, 2009
- Mexcala formosa Wesołowska & Tomasiewicz, 2008
- Mexcala kabondo Wesołowska, 2009
- Mexcala macilenta Wesołowska & Russell-Smith, 2000
- Mexcala meridiana Wesołowska, 2009
- Mexcala monstrata Wesołowska & van Harten, 1994
- Mexcala namibica Wesołowska, 2009
- Mexcala ovambo Wesołowska, 2009
- Mexcala signata Wesołowska, 2009
- Mexcala synagelese Wesołowska, 2009
- Mexcala torquata Wesołowska, 2009
- Mexcala vicina Wesołowska, 2009
- Microbianor furcatus Haddad & Wesołowska, 2013
- Microbianor globosus Haddad & Wesołowska, 2011
- Microheros Wesołowska & Cumming, 1999
- Microheros termitophagus Wesołowska & Cumming, 1999
- Mikrus Wesołowska, 2001
- Mikrus ugandensis Wesołowska, 2001
- Mogrus cognatus Wesołowska & van Harten, 1994
- Mogrus ignarus Wesołowska, 2000
- Mogrus mirabilis Wesołowska & van Harten, 1994
- Mogrus portentosus Wesołowska & van Harten, 1994
- Monomotapa Wesołowska, 2000
- Monomotapa principalis Wesołowska, 2000
- Myrmarachne melanotarsa Wesołowska & Salm, 2002
- Neaetha irreperta Wesołowska & Russell-Smith, 2000
- Neaetha maxima Wesołowska & A. Russell-Smith, 2011
- Nepalicius koreanus (Wesołowska, 1981)
- Nigorella Wesołowska & Tomasiewicz, 2008
- Nigorella aethiopica Wesołowska & Tomasiewicz, 2008
- Nigorella hirsuta Wesołowska, 2009
- Nimbarus Rollard & Wesołowska, 2002
- Nimbarus pratensis Rollard & Wesołowska, 2002
- Pachyballus oyo Wesołowska & A. Russell-Smith, 2011
- Parajotus cinereus Wesołowska, 2004
- Parajotus refulgens Wesołowska, 2000
- Pellenes bulawayoensis Wesołowska, 2000
- Pellenes cingulatus Wesołowska & Russell-Smith, 2000
- Pellenes luculentus Wesołowska & van Harten, 2007
- Pellenes modicus Wesołowska & Russell-Smith, 2000
- Pellenes obvolutus Dawidowicz & Wesołowska, 2016
- Pellenes striolatus Wesołowska & van Harten, 2002
- Pellenes tharinae Wesołowska, 2006
- Pellenes vanharteni Wesołowska, 1998
- Phintella africana Wesołowska & Tomasiewicz, 2008
- Phintella guineensis Wesołowska & Wiśniewski, 2013
- Phintella incerta Wesołowska & Russell-Smith, 2000
- Phintella kaptega Dawidowicz & Wesołowska, 2016
- Phintella lajuma Haddad & Wesołowska, 2013
- Phintella lucida Wesołowska & Tomasiewicz, 2008
- Phintella lunda Wesołowska, 2010
- Phintella paludosa Wesołowska & Edwards, 2012
- Phintella parva (Wesołowska, 1981)
- Phintella pygmaea (Wesołowska, 1981)
- Phlegra arborea Wesołowska & Haddad, 2009
- Phlegra atra Wesołowska & Tomasiewicz, 2008
- Phlegra certa Wesołowska & Haddad, 2009
- Phlegra karoo Wesołowska, 2006
- Phlegra langanoensis Wesołowska & Tomasiewicz, 2008
- Phlegra parvula Wesołowska & Russell-Smith, 2000
- Phlegra procera Wesołowska & Cumming, 2008
- Phlegra pusilla Wesołowska & van Harten, 1994
- Phlegra simplex Wesołowska & Russell-Smith, 2000
- Phlegra solitaria Wesołowska & Tomasiewicz, 2008
- Phlegra tenella Wesołowska, 2006
- Phlegra varia Wesołowska & Russell-Smith, 2000
- Pignus Wesołowska, 2000
- Pignus lautissimum Wesołowska & Russell-Smith, 2000
- Pignus pongola Wesołowska & Haddad, 2009
- Planiemen Wesołowska & van Harten, 2007
- Planiemen rotundus (Wesołowska & van Harten, 1994)
- Plexippoides regius Wesołowska, 1981
- Plexippus baro Wesołowska & Tomasiewicz, 2008
- Plexippus fibulatus Dawidowicz & Wesołowska, 2016
- Plexippus fuscus Rollard & Wesołowska, 2002
- Plexippus lutescens Wesołowska, 2011
- Plexippus minor Wesołowska & van Harten, 2010
- Plexippus tsholotsho Wesołowska, 2011
- Psenuc dependens (Haddad & Wesołowska, 2011)
- Psenuc solitarius (Haddad & Wesołowska, 2011)
- Pseudicius adustus Wesołowska, 2006
- Pseudicius alter Wesołowska, 2000
- Pseudicius arabicus (Wesołowska & van Harten, 1994)
- Pseudicius athleta Wesołowska, 2011
- Pseudicius dentatus Wesołowska & Haddad, 2013
- Pseudicius elegans Wesołowska & Cumming, 2008
- Pseudicius eximius Wesołowska & Russell-Smith, 2000
- Pseudicius fayda Wesołowska & van Harten, 2010
- Pseudicius femineus Wesołowska & Haddad, 2013
- Pseudicius flabellus Wesołowska & Haddad, 2013
- Pseudicius gracilis Haddad & Wesołowska, 2011
- Pseudicius imitator Wesołowska & Haddad, 2013
- Pseudicius karinae Haddad & Wesołowska, 2011
- Pseudicius maculatus Haddad & Wesołowska, 2011
- Pseudicius matabelensis Wesołowska, 2011
- Pseudicius mirus Wesołowska & van Harten, 2002
- Pseudicius mushrif Wesołowska & van Harten, 2010
- Pseudicius refulgens Wesołowska & Cumming, 2008
- Pseudicius ridicularis Wesołowska & Tomasiewicz, 2008
- Pseudicius roberti Wesołowska, 2011
- Pseudicius sengwaensis Wesołowska & Cumming, 2011
- Pseudicius squamatus Haddad & Wesołowska, 2013
- Pseudicius venustulus Wesołowska & Haddad, 2009
- Pseudicius zuluensis Haddad & Wesołowska, 2013
- Rafalus arabicus Wesołowska & van Harten, 2010
- Rafalus desertus Wesołowska & van Harten, 2010
- Rafalus minimus Wesołowska & van Harten, 2010
- Ragatinus Dawidowicz & Wesołowska, 2016
- Ragatinus maddisoni Dawidowicz & Wesołowska, 2016
- Rhene amanzi Wesołowska & Haddad, 2013
- Rhene cancer Wesołowska & Cumming, 2008
- Rhene curta Wesołowska & Tomasiewicz, 2008
- Rhene facilis Wesołowska & Russell-Smith, 2000
- Rhene formosa Rollard & Wesołowska, 2002
- Rhene kenyaensis Wesołowska & Dawidowicz, 2014
- Rhene konradi Wesołowska, 2009
- Rhene lingularis Haddad & Wesołowska, 2011
- Rhene mombasa Wesołowska & Dawidowicz, 2014
- Rhene obscura Wesołowska & van Harten, 2007
- Rhene pinguis Wesołowska & Haddad, 2009
- Rhene punctatus Wesołowska & Haddad, 2013
- Rhene timidus Wesołowska & Haddad, 2013
- Rumburak Wesołowska, Azarkina & Russell-Smith, 2014
- Rumburak bellus Wesołowska, Azarkina & Russell-Smith, 2014
- Rumburak hilaris Wesołowska, Azarkina & Russell-Smith, 2014
- Rumburak lateripunctatus Wesołowska, Azarkina & Russell-Smith, 2014
- Rumburak mirabilis Wesołowska, Azarkina & Russell-Smith, 2014
- Rumburak tuberatus Wesołowska, Azarkina & Russell-Smith, 2014
- Rumburak virilis Wesołowska, Azarkina & Russell-Smith, 2014
- Schenkelia ibadanensis Wesołowska & A. Russell-Smith, 2011
- Sibianor nigriculus (Logunov & Wesołowska, 1992)
- Simaethulina Wesołowska, 2012
- Sitticus eskovi Logunov & Wesołowska, 1995
- Stenaelurillus darwini Wesołowska & Russell-Smith, 2000
- Stenaelurillus furcatus Wesołowska, 2014
- Stenaelurillus fuscatus Wesołowska & Russell-Smith, 2000
- Stenaelurillus glaber Wesołowska & A. Russell-Smith, 2011
- Stenaelurillus ignobilis Wesołowska & Cumming, 2011
- Stenaelurillus iubatus Wesołowska & A. Russell-Smith, 2011
- Stenaelurillus kavango Wesołowska, 2014
- Stenaelurillus latibulbis Wesołowska, 2014
- Stenaelurillus mirabilis Wesołowska & Russell-Smith, 2000
- Stenaelurillus modestus Wesołowska, 2014
- Stenaelurillus natalensis Haddad & Wesołowska, 2006
- Stenaelurillus pecten Wesołowska, 2014
- Stenaelurillus pilosus Wesołowska & A. Russell-Smith, 2011
- Stenaelurillus specularis Wesołowska, 2014
- Stenaelurillus striolatus Wesołowska & A. Russell-Smith, 2011
- Stenaelurillus sudanicus Wesołowska, 2014
- Stenaelurillus zambiensis Wesołowska, 2014
- Tanzania meridionalis Haddad & Wesołowska, 2011
- Tanzania minutus (Wesołowska & Russell-Smith, 2000)
- Tanzania mkomaziensis (Wesołowska & Russell-Smith, 2000)
- Tanzania parvulus Wesołowska, Azarkina & Russell-Smith, 2014
- Tanzania pusillus (Wesołowska & Russell-Smith, 2000)
- Tanzania striatus Wesołowska, Azarkina & Russell-Smith, 2014
- Tasa Wesołowska, 1981
- Thiratoscirtus alveolus Wesołowska & A. Russell-Smith, 2011
- Thiratoscirtus atakpa Wesołowska & Edwards, 2012
- Thiratoscirtus bipaniculus Wesołowska & A. Russell-Smith, 2011
- Thiratoscirtus efik Wesołowska & Edwards, 2012
- Thiratoscirtus elgonensis Dawidowicz & Wesołowska, 2016
- Thiratoscirtus gambari Wesołowska & A. Russell-Smith, 2011
- Thiratoscirtus harpago Wesołowska & A. Russell-Smith, 2011
- Thiratoscirtus lamboji Seiter & Wesołowska, 2015
- Thiratoscirtus mastigophorus Wisniewski & Wesołowska, 2013
- Thiratoscirtus minimus Dawidowicz & Wesołowska, 2016
- Thiratoscirtus mirabilis Wesołowska & A. Russell-Smith, 2011
- Thiratoscirtus monstrum Wesołowska & A. Russell-Smith, 2011
- Thiratoscirtus obudu Wesołowska & A. Russell-Smith, 2011
- Thiratoscirtus perspicuus Wisniewski & Wesołowska, 2013
- Thiratoscirtus procerus Wesołowska & Edwards, 2012
- Thiratoscirtus vilis Wesołowska & A. Russell-Smith, 2011
- Thiratoscirtus yorubanus Wesołowska & A. Russell-Smith, 2011
- Thyene ornata Wesołowska & Tomasiewicz, 2008
- Thyene similis Wesołowska & van Harten, 2002
- Thyenula arcana (Wesołowska & Cumming, 2008)
- Thyenula armata Wesołowska, 2001
- Thyenula cheliceroides Wesołowska, Azarkina & Russell-Smith, 2014
- Thyenula clarosignata Wesołowska, Azarkina & Russell-Smith, 2014
- Thyenula dentatidens Wesołowska, Azarkina & Russell-Smith, 2014
- Thyenula fidelis Wesołowska & Haddad, 2009
- Thyenula haddadi Wesołowska, Azarkina & Russell-Smith, 2014
- Thyenula magna Wesołowska & Haddad, 2009
- Thyenula montana Wesołowska, Azarkina & Russell-Smith, 2014
- Thyenula oranjensis Wesołowska, 2001
- Thyenula rufa Wesołowska, Azarkina & Russell-Smith, 2014
- Thyenula sempiterna Wesołowska, 2000
- Thyenula tenebrica Wesołowska, Azarkina & Russell-Smith, 2014
- Thyenula virgulata Wesołowska, Azarkina & Russell-Smith, 2014
- Thyenula vulnifica Wesołowska, Azarkina & Russell-Smith, 2014
- Tomomingi szutsi Wesołowska & Haddad, 2013
- Toticoryx Rollard & Wesołowska, 2002
- Toticoryx exilis Rollard & Wesołowska, 2002
- Tusitala proxima Wesołowska & Russell-Smith, 2000
- Tusitala unica Wesołowska & Russell-Smith, 2000
- Tusitala yemenica Wesołowska & van Harten, 1994
- Ugandinella Wesołowska, 2006
- Ugandinella formicula Wesołowska, 2006
- Wesolowskana lymphatica (Wesołowska, 1989)
- Xuriella Wesołowska & Russell-Smith, 2000
- Xuriella marmorea Wesołowska & van Harten, 2007
- Xuriella prima Wesołowska & Russell-Smith, 2000
- Yimbulunga Wesołowska, Azarkina & Russell-Smith, 2014
- Yimbulunga foordi Wesołowska, Azarkina & Russell-Smith, 2014
- Yllenus desertus Wesołowska, 1991
- Yogetor Wesołowska & Russell-Smith, 2000
- Yogetor bellus Wesołowska & Russell-Smith, 2000
- Yogetor spiralis Wesołowska & Tomasiewicz, 2008
- Zulunigma Wesołowska & Cumming, 2011
- Zulunigma incognita (Wesołowska & Haddad, 2009)

- International Standard Name Identifier: 0000 0003 9440 8201
- Nationale Bibliotheek van Tsjechië: mub20201082412
- Nederlandse Thesaurus van Auteursnamen: 163073589
- ORCID: 0000-0002-4411-1058
- Système universitaire de documentation: 185764460
- Virtual International Authority File: 288906633
- WorldCat: E39PBJw4BP74qVMfTbGpWhjQv3

1. ↑  https://www.bibliotekacyfrowa.pl/dlibra/publication/27906/edition/34458/content.
2. ↑  https://nauka-polska.pl/#/profile/research?id=92274; geraadpleegd op: 9 februari 2024.